# Acoustic Vehicle Alerting System
Ein Acoustic Vehicle Alerting System (kurz AVAS, „Fahrzeug-Warngeräusch-Generator“) ist ein akustisches Warnsystem für geräuscharme Fahrzeuge, insbesondere für Elektroautos. Hierbei handelt es sich um ein künstlich erzeugtes Geräusch, das einem Verbrennungsmotor ähnelt. Es wird bei geringen Geschwindigkeiten abgestrahlt, um Verkehrsteilnehmer über das Fahrzeug zu informieren. Ab einer Geschwindigkeit zwischen 20 km/h und 30 km/h sind die Roll- und Windgeräusche des Fahrzeuges laut genug, um diese Rolle zu übernehmen.

## Statistischer Hintergrund
Die Gefahren von Hybrid-Fahrzeugen im Elektromodus wurden von Blindenvereinen in den USA ab 2006/2007 öffentlich diskutiert. Toyota hatte zu dem Zeitpunkt schon dazu geforscht, aber kam nicht zu dem Entschluss, ein Gerät in die Prius-Fahrzeuge einzubauen.
Eine Studie der TU München von 2007 kam zu der Erkenntnis, dass die Problematik nicht auf Elektrofahrzeuge beschränkt ist. Sie untersuchten in einer Modellierung die Maskierungseffekte, wie das Geräusch herkömmlicher Fahrzeuge durch Hintergrundgeräusche unkenntlich wird, und ab welchem Abstand es dann wahrnehmbar wird. Der Abstand kann dabei zu gering sein, um einen Unfall zu behindern, wenn ein Fußgänger durch fehlende Geräusche annahm, es nähere sich kein Fahrzeug.
2008 führte die University of California, Riverside, finanziert von National Federation of the Blind dann Experimente mit Fahrzeugen bei niedrigen Geschwindigkeiten durch. Dabei wurden Aufnahmen bei 5 mph (8 km/h) von einem Toyota Prius im Elektromodus und einem Honda Accord aus unterschiedlichen Richtungen gemacht, und Probanden sollten daraus erkennen, aus welcher Richtung sich ein Fahrzeug nähert. Der Verbrenner wurde dabei in 36 Fuß (11 m) Entfernung erkannt, der Hybrid im Elektromodus erst bei 11 Fuß (3,4 m). Das ist weniger als eine Sekunde bis zur Position des Hörenden.
Eine 2008 unabhängig durchgeführte Studie der Western Michigan University kam zu dem Befund, dass ab 20 mph (32 km/h) das Geräusch der Reifen und des Windes andere Geräusche des Fahrzeugs übersteigt. Sie zeigten außerdem, dass Hybrid-Fahrzeuge beim Anfahren kein Problem darstellen, da sie damals immer auch den Motor einschalteten.
Eine 2009 durchgeführte statistische Analyse der National Highway Traffic Safety Administration kam zu dem Befund, dass auf gerader Strecke kein signifikanter Unterschied zwischen Elektromodus und Verbrenner festzustellen ist. Beim Abbiegen wurden jedoch Hybride statistisch häufiger in Unfälle mit Fußgängern und Fahrradfahrern festgestellt. Im Bereich von Parkplätzen, beim Ein- und Ausparken, beim Ein- und Ausfahren, waren die Hybridfahrzeuge sogar doppelt so häufig beteiligt.
Diese und weitere Befunden führten 2009 in Japan, den USA und der EU zur Einrichtung von Kommissionen, die Regelungen zum Fußgängerschutz von Autos im Elektromodus bei niedrigen Geschwindigkeit erarbeiten sollten. Mit der ersten Vorlage vom März 2011 ist dabei der Begriff AVAS (Acoustic Vehicle Alerting System) dokumentiert.

## Gesetzlicher Hintergrund

### Europäische Union
Im April 2014 hat die Europäische Union die Verordnung (EU) Nr. 540/2014 über den Geräuschpegel von Kraftfahrzeugen verabschiedet. Diese gilt unmittelbar für alle Fahrzeuge in Europa. Sie sieht vor, dass neue Elektro- und Hybrid-Kraftfahrzeuge mit einem AVAS ausgestattet werden müssen. Im Oktober 2016 hat die Arbeitsgruppe für Lärm der Vereinten Nationen in Genf den Standard R138 für AVAS veröffentlicht (siehe Gesetzestexte) und diesen im November 2017 als R138.01 aktualisiert. Im Juni 2017 hat die Europäische Kommission ihre Regeln über die Delegierte Verordnung (EU) 2017/1576 ein erstes Mal gemäß den UN-Vorgaben angepasst. Eine zweite Anpassung erfolgte im Mai 2019 mit der Delegierten Verordnung (EU) 2019/839 eine Anpassung um einen Pausenschalter für AVAS auch in Europa explizit zu verbieten.
Das AVAS muss laut EU und UN bei Geschwindigkeiten bis zu 20 km/h eingeschaltet sein, auch wenn das Auto rückwärts fährt. Das AVAS darf nicht abgeschaltet werden, da es ein Sicherheitsmerkmal ist. Die Untergrenze für das AVAS-Geräusch liegt bei einem Schalldruckpegel von 56 dB(A), gemessen in einem Abstand von 2 m senkrecht zur Fahrtrichtung. Das entspricht in etwa dem Geräuschpegel eines Kühlschranks. Das AVAS darf nicht lauter sein als 75 dB(A). Diese Schalldruckpegel werden im Labor nach dem in der EU-Verordnung aufgeführten Verfahren bei ungestörten Bedingungen und auf niedriger Höhe gemessen.

### USA
Im Pedestrian Safety Enhancement Act von 2010, der am 4. Januar 2011 in Kraft trat, wurde das Verkehrsministerium der Vereinigten Staaten beauftragt, eine Regelung für Alarmgeräusche bei Motorfahrzeugen zum Schutz von blinden und anderen Fußgängern zu finden. Die Regelung sollte innerhalb von 18 Monaten vorliegen. Der im Januar 2013 von der National Highway Traffic Safety Administration (NHTSA) vorgelegte Entwurf legte die Schwelle auf eine Geschwindigkeit von 18,6 mph (= 30 km/h) fest. Die NHTSA schätzte, dass durch diese Maßnahme pro Modelljahr 2800 Verletzungen verhindert werden können.
Seitens der Automobilhersteller gab es Einwendungen wie jene, nach der das Geräusch nur bis zu einem Tempo von 20 km/h notwendig sei. Nach mehreren Verzögerungen, auch verursacht durch den Wechsel zur Trump-Regierung, wurde die endgültige Regelung durch die NHTSA im Februar 2018 erlassen. Die Umsetzung durch die Fahrzeughersteller und -importeure muss bis spätestens September 2020 erfolgt sein, wobei sie bereits bis September 2019 bei 50 % der betroffenen Fahrzeuge umgesetzt sein soll.

## Technische Umsetzung
Laut EU-Verordnung soll die Akustik eines Elektrofahrzeugs mit dem Klang eines Verbrennungsmotors vergleichbar sein. Tonhöhe und -frequenz, Klangfarbe und Rauigkeit sollen anzeigen, wie schnell das Auto fährt, welcher Größenklasse es zuzuordnen ist, ob es aktuell beschleunigt oder verzögert.